# Tiro con l'arco ai X Giochi paralimpici estivi
Per il tiro con l'arco ai Giochi paralimpici estivi di Atlanta 1996 furono assegnati 8 titoli (5 maschili e 3 femminili). Parteciparono alle gare 78 arcieri da 23 nazioni.

## Nazioni partecipanti
- Belgio (1)
- Bielorussia (2)
- Canada (2)
- Corea del Sud (7)
- Danimarca (2)
- Finlandia (3)
- Francia (4)
- Germania (8)
- Giappone (9)
- Gran Bretagna (7)
- Hong Kong (1)
- Irlanda (1)
- Italia (9)
- Lussemburgo (1)
- Norvegia (1)
- Paesi Bassi (1)
- Polonia (4)
- Spagna (5)
- Svezia (3)
- Svizzera (2)
- Stati Uniti (3)
- Sudafrica (1)
- Ucraina (2)

## Medagliere
| Posizione | Paese         | Oro | Argento | Bronzo | Totale |
| --------- | ------------- | --- | ------- | ------ | ------ |
| 1         | Polonia       | 2   | 1       | 0      | 3      |
| 2         | Corea del Sud | 2   | 0       | 2      | 4      |
| 3         | Italia        | 1   | 2       | 1      | 4      |
| 4         | Giappone      | 1   | 1       | 2      | 4      |
| 5         | Germania      | 1   | 0       | 1      | 2      |
| 6         | Finlandia     | 1   | 0       | 0      | 1      |
| 7         | Francia       | 0   | 1       | 1      | 2      |
| 7         | Gran Bretagna | 0   | 1       | 1      | 2      |
| 9         | Paesi Bassi   | 0   | 1       | 0      | 1      |
| 9         | Svizzera      | 0   | 1       | 0      | 1      |
| Totale    | Totale        | 8   | 8       | 8      | 24     |

## Podi

### Gare maschili
| Evento               | Oro                                               | Argento                                                  | Bronzo                                           |
| -------------------- | ------------------------------------------------- | -------------------------------------------------------- | ------------------------------------------------ |
| Individuale in piedi | Ryszard Olejnik                                   | Jean Francois Garcia                                     | Tae Sung An                                      |
| Individuale W1       | Martti Rantavouri                                 | Kurt MacCaferri                                          | Koichi Minami                                    |
| Individuale W2       | Ouk Soo Lee                                       | Jappie Walstra                                           | Udo Wolf                                         |
| A squadre in piedi   | Corea del Sud Tae Sung An Hyeon Cho Hak Young Lee | Polonia Stanislaw Jonski Tomasz Leżański Ryszard Olejnik | Giappone Masao Sato Kenichi Nishii Mitoya Ishida |
| A squadre W1/W2      | Germania Hermann Nortmann Mario Oehme Udo Wolf    | Italia Giuseppe Gabelli Marco Mai Luciano Malovini       | Corea del Sud In You Doo Oh Ouk Soo Lee          |

### Gare femminili
| Evento               | Oro                                                    | Argento                                                 | Bronzo                                                  |
| -------------------- | ------------------------------------------------------ | ------------------------------------------------------- | ------------------------------------------------------- |
| Individuale in piedi | Małgorzata Olejnik                                     | Anita Chapman                                           | Marie-Francoise Hybois                                  |
| Individuale W2       | Hifumi Suzuki                                          | Sandra Truccolo                                         | Paola Fantato                                           |
| A squadre open       | Italia Paola Fantato Roberta Lazzaroni Sandra Truccolo | Giappone Masako Yonezawa Shigeko Matsueda Hifumi Suzuki | Gran Bretagna Rebecca Gale Kathleen Smith Anita Chapman |